# Peugeot 205
Peugeot 205 — автомобиль французской компании Peugeot. Выпускался с 1983 по 1999 год, за это время было продано 5 278 050 экземпляров, что составило рекорд Peugeot.
205 был одним из самых популярных в Европе автомобилей своего класса. В феврале 1986 года вышла версия с кузовом кабриолет, автоматическая КПП. Версия GTi 1.9 с бензиновым двигателем 1905 куб. см (120 л.с.). Во Франции выпуск 205-го завершён в 1997 г. и с одновременным сокращением гаммы двигателей (до бензинового 1,4 л (75 л.с.) и дизеля 1,8 л (58 л.с.)) производство перенесено в Испанию, где и завершилось в 1998 году.

## История
В 1983 году появился Peugeot 205, ставший настоящим бестселлером компании. Первоначально он выпускался в кузове пятидверный хетчбэк, но год спустя началась сборка трехдверной версии, а в 1986 году дебютировал и кабриолет. Огромным спросом пользовалась модификация модели- GTI. С 1984 по 1987 год она оснащалась 1,6-литровым мотором, мощность которого составляла 115 лошадиных сил, а несколько позже на модель стал устанавливаться 1,9-литровый двигатель  который вмещал в себя 147 лошадиных сил. Ещё одной успешной модификацией модели — с точки зрения спортивных амбиций Peugeot — стал Peugeot 205 Turbo16, на который устанавливался 1,8-литровый двигатель мощностью 432 лошадиных сил.
- В 1984 году автомобиль занял второе место в конкурсе Европейский автомобиль года.[2]
- В 1989 году Peugeot 205 пережил рестайлинг, а ещё шесть лет спустя компания начинает сворачивать его производство.
- В 1998 году произошла презентация модели Peugeot 206, сменившей Peugeot 205.

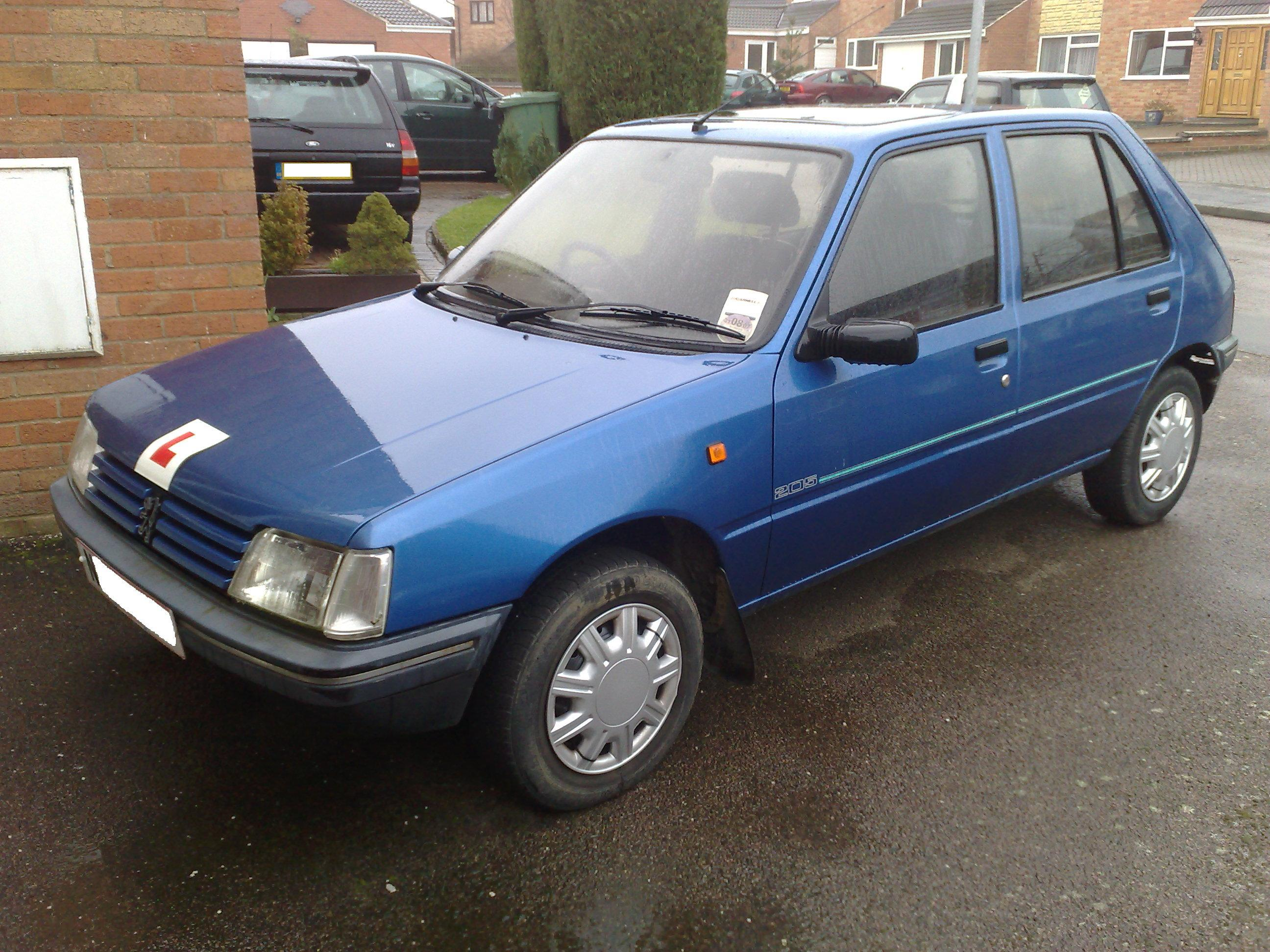
Peugeot 205
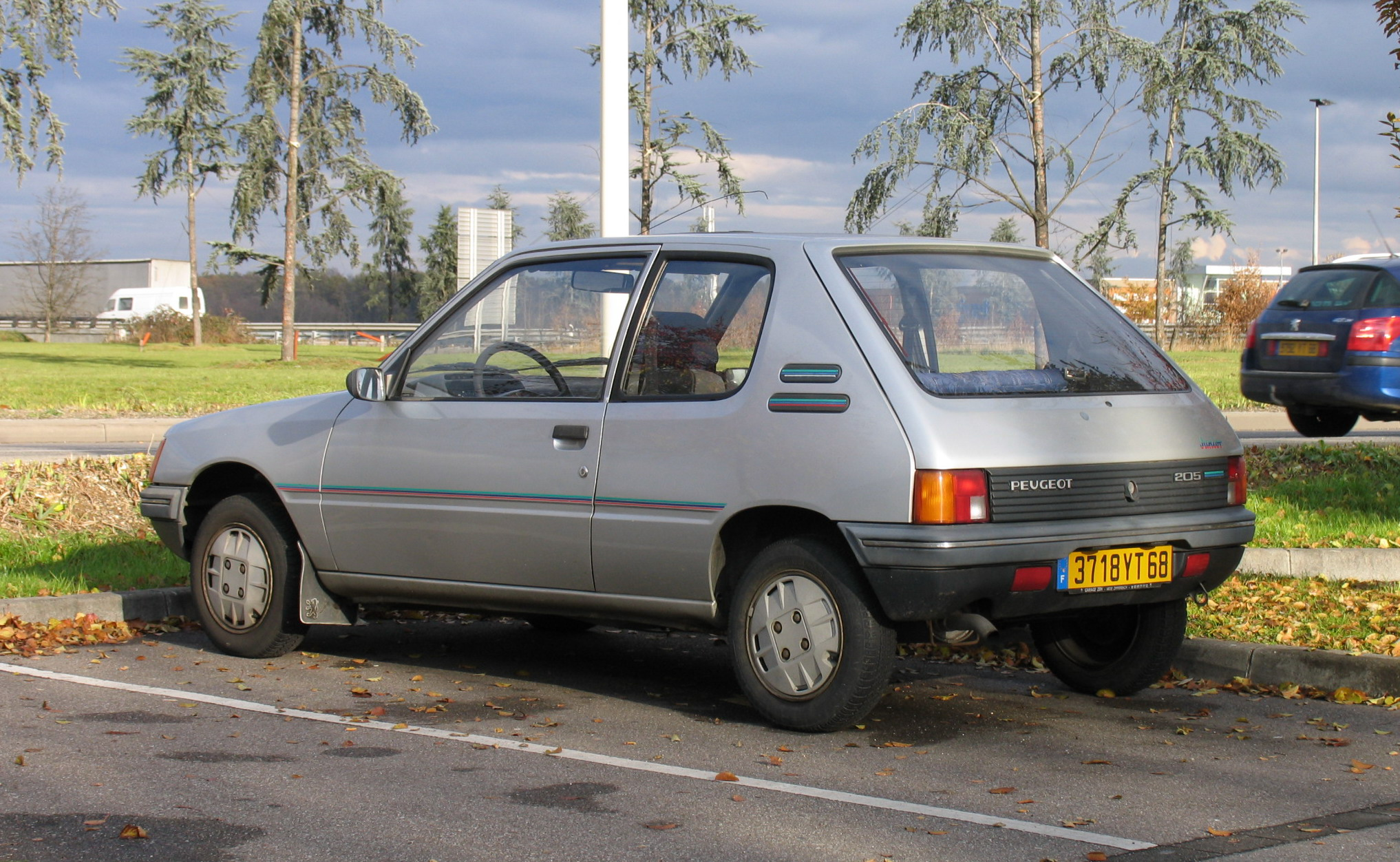
Peugeot 205 Junior
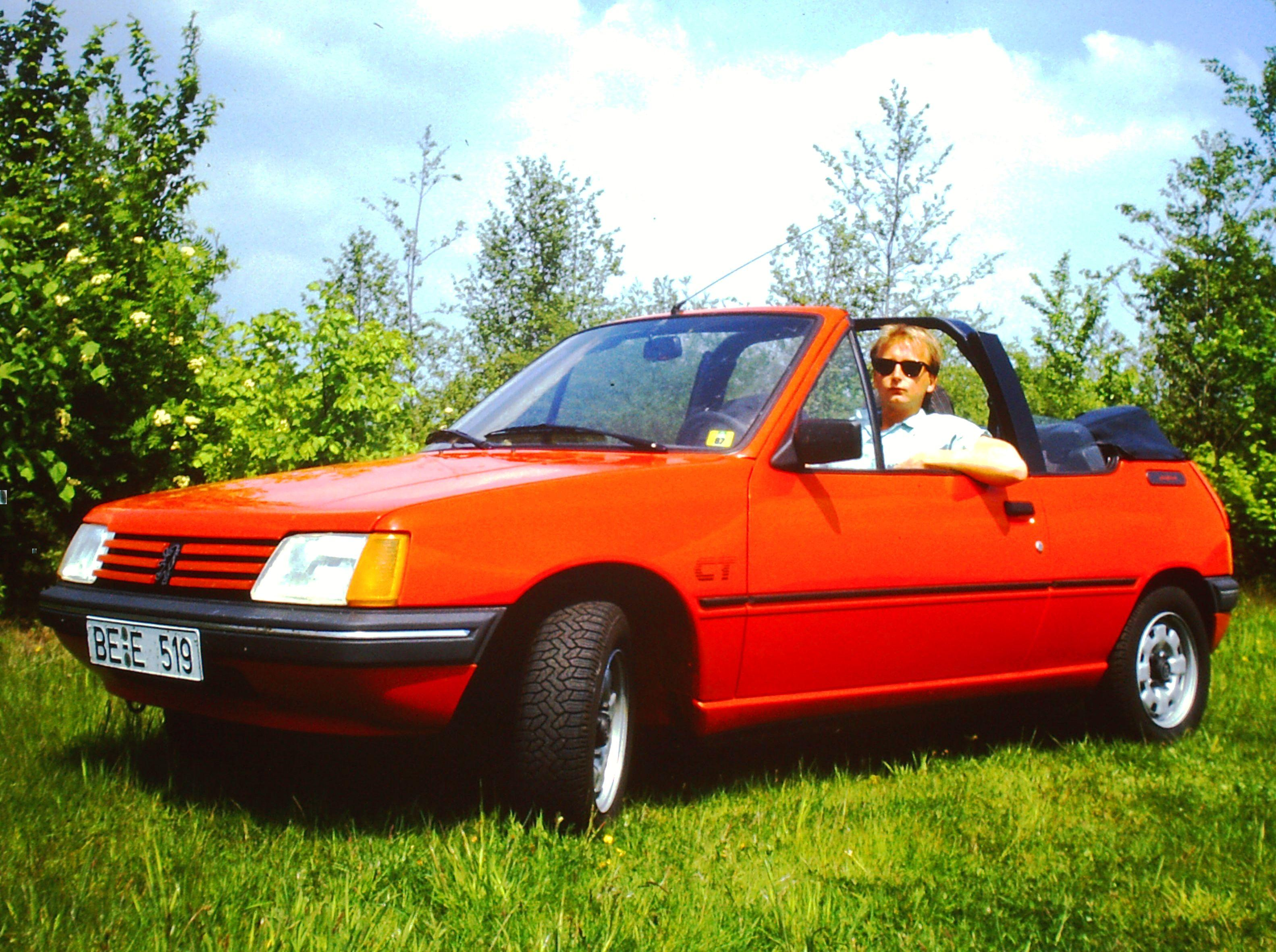
Peugeot 205 CT Кабриолет, изгото́вленный 1986
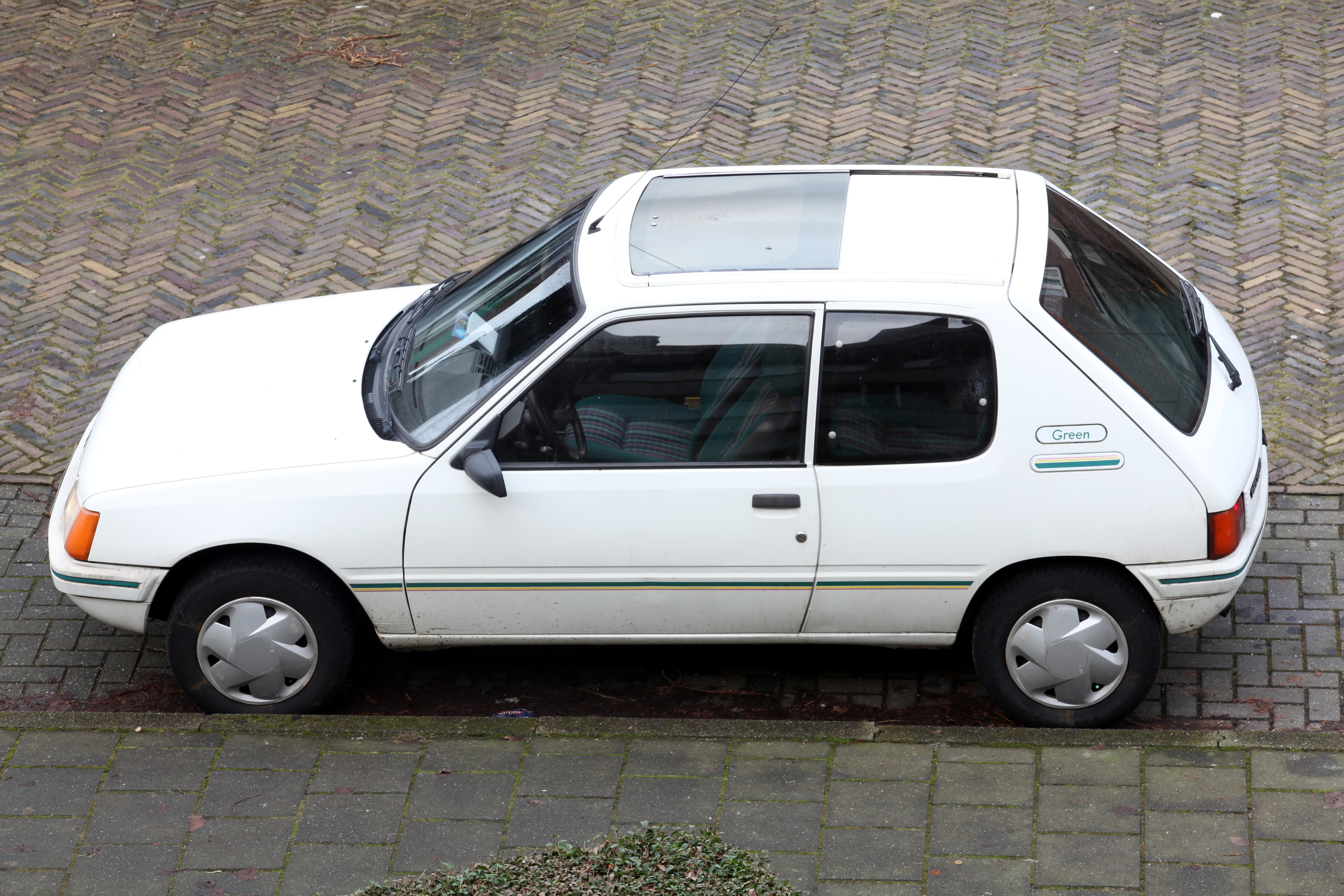
Peugeot 205 Green
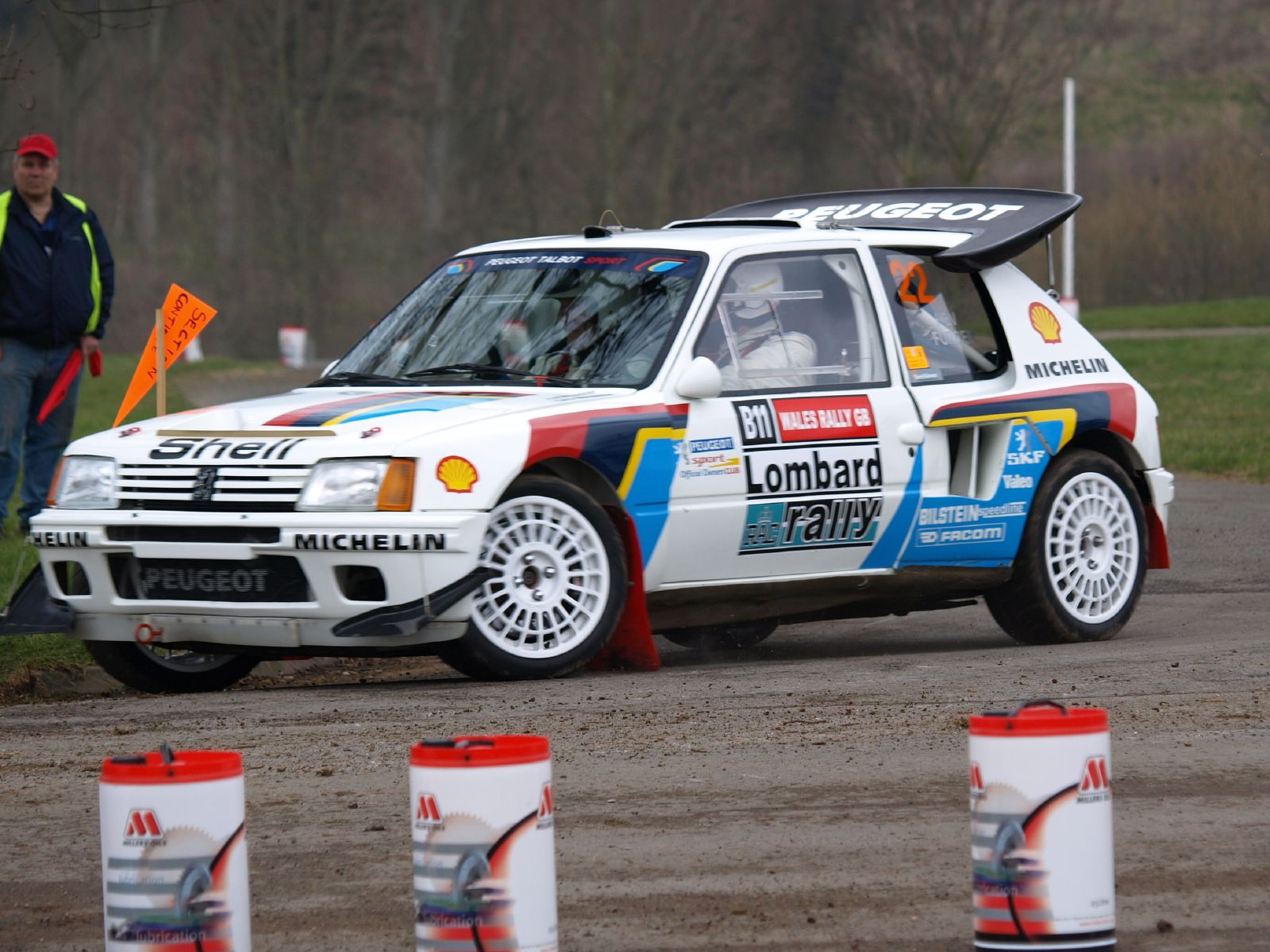
Peugeot 205 Turbo 16
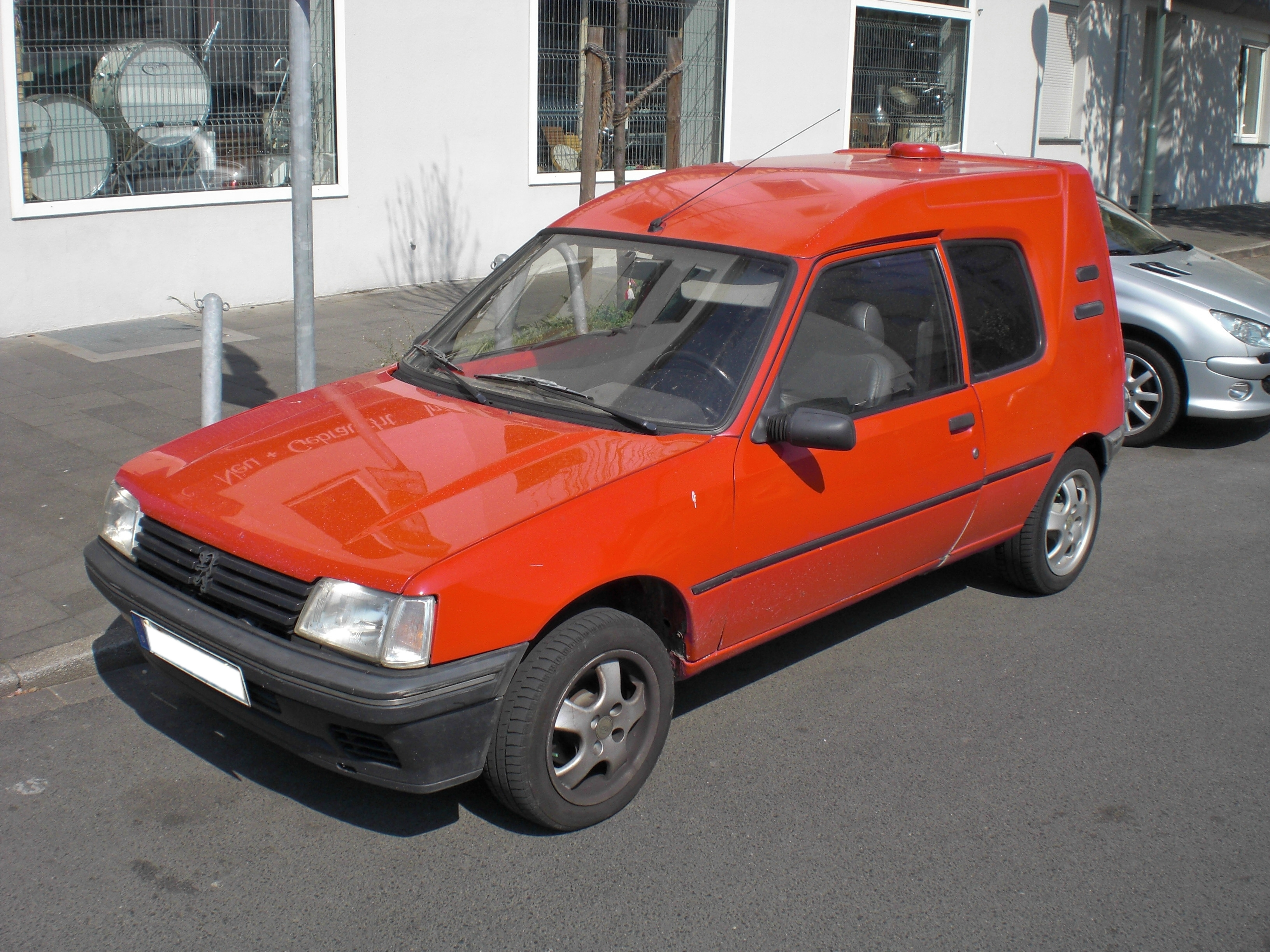
Peugeot 205 Partner

## В автоспорте

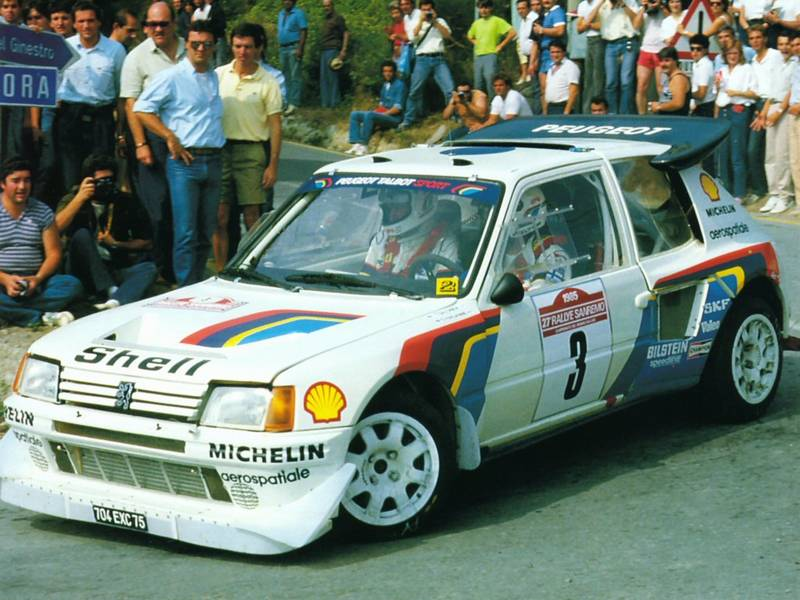
Тимо Салонен на Peugeot 205 T16 в ралли Сан-Ремо-1985

Различные модификации модели Peugeot 205 Turbo 16 использовались в чемпионате мира по ралли. Там они стали одними из наиболее удачных по конструкции, и наиболее успешных по достигнутым результатам, среди автомобилей Группы B, которые являлись самыми мощными ралликарами в истории. Peugeot 205 Turbo 16 участвовали в половине сезона 1984 года, и затем в полных сезонах 1985 и 1986 годов. Было завоёвано 16 побед при стартах на 24 этапах. Ари Ватанен за рулём Peugeot 205 T16 выиграл последовательно пять гонок в которых участвовал (в течение 1984 и 1985 годов), и стал первым в Группе B кому такое удалось, а в сезоне 1985 года Тимо Салонен стал первым и единственным, кто смог выиграть пять гонок за один сезон на одной модели Группы B. В чемпионатах 1985 и 1986 годов завоёваны первые места как в зачёте марок для команды Peugeot Talbot Sport, так и в личном зачёте (финскими пилотами Тимо Салоненом и Юхой Канккуненом, соответственно).